# Anticuerpo monoclonal

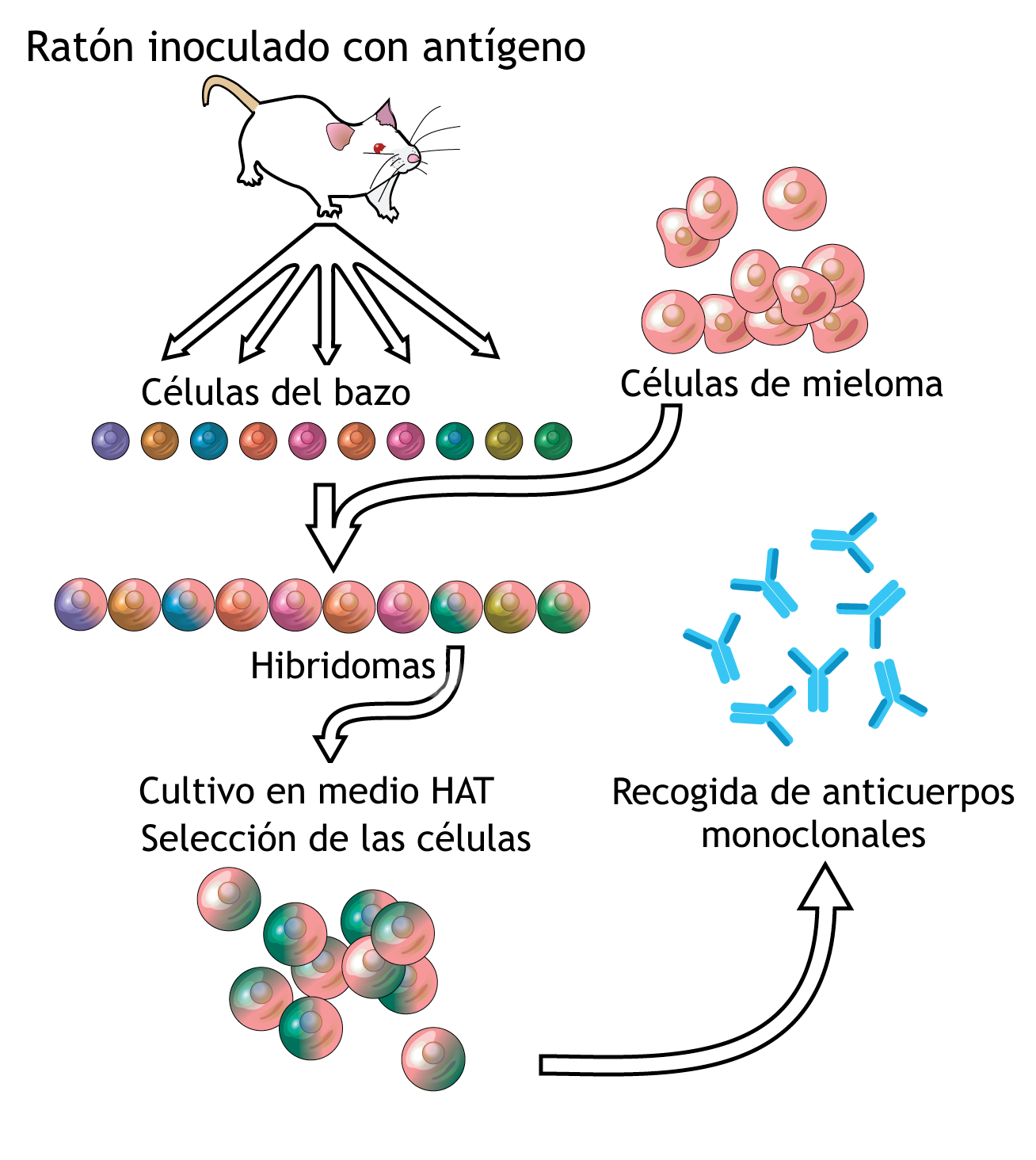
Visión general de la tecnología del hibridoma y la creación de anticuerpos monoclonales

Un anticuerpo monoclonal es un anticuerpo producido por un solo clon de linfocitos B. Los anticuerpos monoclonales (en acrónimo mAB, del inglés monoclonal antibody) son anticuerpos idénticos porque son producidos por un solo tipo de célula del sistema inmunitario, es decir, todos los clones proceden de una misma célula madre. Es posible producir anticuerpos monoclonales que se unan específicamente con cualquier molécula con carácter antigénico. Este fenómeno es de gran utilidad en bioquímica, biología molecular y medicina.

Tipo de proteína elaborada en el laboratorio que se une a ciertas dianas en el cuerpo, como los antígenos de la superficie de las células cancerosas. Hay muchos tipos de anticuerpos monoclonales, y cada anticuerpo monoclonal se produce para unirse a un antígeno específico único. Instituto Nacional del Cáncer.

## Producción de anticuerpos monoclonales
Si una sustancia extraña (antígeno) se inyecta en el cuerpo de un ser humano, algunas de las células B de su sistema inmunitario se transformarán en células plasmáticas y empezarán a producir anticuerpos que se unirán a ese antígeno. Cada célula B produce un solo tipo de anticuerpo; así, diferentes linfocitos B producirán anticuerpos estructuralmente diferentes que se unirán a distintas partes del antígeno. Esta mezcla fisiológica natural de anticuerpos es conocida como antisuero policlonal.
Para producir anticuerpos monoclonales, primero se extraen células B del bazo de un animal que ha sido expuesto al antígeno. Estas células B se fusionan en presencia de PEG (polietilenglicol) con células tumorales de mieloma múltiple (un tipo de cáncer) que pueden crecer indefinidamente en un cultivo celular. Esta fusión hace a las membranas celulares más permeables. Estas células fusionadas híbridas, llamadas hibridomas, pueden multiplicarse rápida e indefinidamente (ya que son células tumorales, después de todo) y pueden producir gran cantidad de anticuerpos. Los hibridomas se diluyen y se cultivan el suficiente número de veces para obtener un número diferente de determinadas colonias, las cuales producen sólo un tipo de anticuerpo. Los anticuerpos de diferentes colonias son analizados para conocer su capacidad de unirse a un antígeno determinado, por ejemplo con un tipo de test llamado ELISA, y para seleccionarse y aislarse de la manera más efectiva.
El proceso de producción de anticuerpos monoclonales es complejo. Primero se disgrega el bazo del ratón inmunizado, donde se acumulan los linfocitos B que tienen una escasa viabilidad en cultivo, y se fusionan con células de mieloma deficientes en enzimas implicados en la síntesis del nuevo ADN como la timidina quinasa (TK) o la hipoxantina guanina fosforibosil transferasa (HGPRT). Los productos de la fusión celular (hibridomas) son cultivados en medio HAT (de hipoxantina, aminopterina y timidina) donde las células mielómicas son eliminadas. Solamente pueden crecer en el medio de cultivo HAT las células que son producto de la fusión entre un linfocito y una célula de mieloma. Las células híbridas obtenidas tras el proceso de fusión contienen un número elevado de cromosomas (72 del mieloma y 40 del linfocito B) que en las sucesivas divisiones celulares se irán perdiendo hasta oscilar entre los 70 y los 80 cromosomas. Como consecuencia de dicho proceso, algunas células pierden la capacidad de secreción de anticuerpos o bien funciones básicas para la viabilidad celular. Por ello tan pronto como se identifica como positivo un pocillo se somete a un proceso de clonación para evitar el crecimiento de células no productoras que al ser metabólicamente más eficientes acabarían por dominar el cultivo.
Los anticuerpos monoclonales pueden producirse en  cultivos celulares o en animales. Cuando las células de un hibridoma se inyectan en cultivos de tejidos como el peritoneo (cavidad peritoneal), produce tumores que sintetizan un fluido rico en anticuerpos, llamado líquido ascítico.
Se conoce la tecnología necesaria para la producción de anticuerpos en ausencia de inmunización del animal. Es la denominada tecnología de los anticuerpos recombinantes. Los avances en la tecnología génica han facilitado en gran medida la manipulación genética, producción, identificación y conjugación de fragmentos de anticuerpos recombinantes, obteniéndose nuevos anticuerpos multivalentes y multiespecíficos.
Estas tecnologías han permitido desarrollar estrategias de screening de anticuerpos monoclonales fuera del cuerpo humano. Para ello es necesario disponer, en primer lugar de enormes librerías de genes de anticuerpos, habitualmente mediante amplificación PCR de cADN de linfocitos, o, alternativamente, mediante síntesis in vitro de genes usando cebadores aleatorizados (randomized wobble). El método de 'screening' de estas librerías debe tener una eficiencia comparable a la del sistema inmunitario, lo que se puede conseguir exponiendo en la superficie de microorganismos los anticuerpos producidos. Ejemplos de los microorganismos empleados son los fagos filamentosos como M13 o bacterias. Esta presentación en superficie permite establecer un enlace físico entre la función de unión al antígeno y el gen del anticuerpo, de forma que la afinidad al antígeno permite aislar el microorganismo portador del gen del anticuerpo de interés entre millones de otros. Una vez aislado el clon específico se amplifica para la producción del anticuerpo de interés por ejemplo en E. coli.

## Historia de las investigaciones de los anticuerpos monoclonales
Niels K. Jerne, Georges Köhler y Cesar Milstein describieron la técnica que permitía el cultivo de hibridomas o células híbridas de linfocitos B con células plasmáticas tumorales de mieloma múltiple. Con esta fusión de dos células, una programada para producir un anticuerpo específico, pero que no se multiplica indefinidamente (linfocito) y otra inmortal con gran capacidad de crecimiento, pero que no produce inmunoglobulina (célula de mieloma), se combina la información genética necesaria para la síntesis del anticuerpo deseado y una capacidad de síntesis proteica, lo que permite su multiplicación indefinida tanto in vitro como in vivo. Por esta aportación, Jerne, Kölher y Milstein recibieron el Premio Nobel de Medicina en 1984.
En el 2010, los anticuerpos monoclonales cumplieron 30 años desde su desarrollo y dejaron de ser una curiosidad biológica para convertirse en una forma de tratamiento y diagnóstico muy importante en diversas enfermedades. A fecha de 2019 se habían aprobado unos 80 anticuerpos monoclonales para su comercialización y en 2018 la FDA aprobó 12 nuevos, lo que representaba el 20 % del total de fármacos aprobados. Pero el número de anticuerpos monoclonales en fase de ensayo clínico es elevado y representan un 30 por ciento de los compuestos en investigación en el 2005. Muy importante para tratamientos de distintas enfermedades como artritis reumatoide, distintos cánceres, enfermedad de Crohn, entre otras.

## Diferencia entre anticuerpo monoclonal y anticuerpo policlonal
|                        | Ac policlonal                                               | Ac monoclonal                                                            |
| Epítopos que reconocen | Varios                                                      | Único                                                                    |
| Especificidad          | Varía entre animales y sangrías.                            | Alta, no varía.                                                          |
| Afinidad               | Variables, entre sangrías.                                  | Alta e invariable                                                        |
| Rendimiento            | Concentración media 1mg/ml Volumen variable, según especie. | Bajo, en tejidos de cultivo. Alto (hasta 20 mg/ml), en líquido ascítico. |

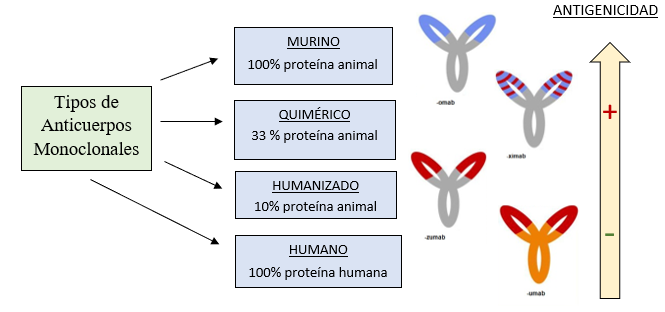
Tipos de anticuerpos monoclonales y su antigenicidad

| Costo relativo         | Bajo                                                        | Alto                                                                     |
| Disponibilidad         | Agotable                                                    | Inagotable                                                               |
| Producción             | Fácil, población heterogénea de anticuerpos                 | Compleja, población homogénea de anticuerpos.                            |

## Tipos de anticuerpos monoclonales
Según su origen, es posible distinguir cuatro tipos de anticuerpos monoclonales, que se distinguen principalmente por su composición y su antigenicidad en el organismo:
- Murinos:

| - Anticuerpos procedentes del ratón - Eficacia terapéutica disminuida (el sistema inmunológico los identifica como extraños y reacciona para destruirlos). - Pueden presentar efectos secundarios, como nefrotoxicidad y reacciones alérgicas. |

- Quiméricos:

| - Obtenidos de ratones mediante la humanización de los AcMo, por ingeniería genética (las regiones variables proceden de ratón y reconocen el antígeno específico; las regiones constantes de los anticuerpos provienen de los seres humanos). - Evitan el rechazo del sistema inmunitario, al introducirse en el organismo. - Producen anticuerpos antiquiméricos. |

- Humanizados:

| - El 90 por ciento del anticuerpo es de origen humano, por lo que reduce aún más la inmunogenicidad de los anticuerpos. - El 10 por ciento restante corresponde a las regiones CDR o hipervariables, que son las únicas que proceden del ratón. |

- Humanos:

| - La totalidad del anticuerpo es de origen humano. - El rechazo del sistema inmunitario es prácticamente inexistente. |

A la fecha de este artículo, existen pocos MoAbs de este último tipo.

## Nomenclatura de los anticuerpos monoclonales
Los MoAbs se nombran según las diferentes convenciones que se aceptaron según normas internacionales (DCI), establecidas por la Organización Mundial de la Salud (OMS) y la denominación oficial estadounidense (United States Adopted Names, USAN).[cita requerida]
Los nombres de todos los anticuerpos monoclonales incluyen el sufijo -mab, precedido de otras partes de la palabra que tienen que ver con diferentes factores que determinan la diana específica del anticuerpo monoclonal, su origen, el tipo de fármaco y un prefijo que determina la empresa productora.[cita requerida]
| Prefijo comercial | Diana                                                               | Origen del AcMo                  | Tipo de fármaco                            |
| Según la empresa  | Interleucina (k) (ki) (kin) Ej. Anakinra (R-IL1)                    | Comp. humano (u) Ej. Secukinumab | Ac monoclonal (mab) Ej. Adalimumab         |
| Según la empresa  | Dianas del sistema inmunitario (l) (li) (lim) Ej. Infliximab (TNFα) | Humanizado (zu) Ej. Natalizumab  | Antagonista del receptor (ra) Ej. Anakinra |
| Según la empresa  | Diana tumoral (t) (tu) (tum) Ej. Rituximab (Linf. B)                | Quimérico (xi) Ej. Rituximab     | Proteína de fusión (cept) Ej. Abatacept    |

Por ejemplo, el RI-TU-XI-MAB, un anticuerpo monoclonal (-MAB) quimérico (-XI-) y que actúa frente a una diana tumoral (-TU-), en este caso frente a linfocitos B-CD20, en los linfomas.

## Mecanismo de acción
Los anticuerpos monoclonales (AcMo) ejercen sus actividades de manera muy diversa, dependiendo de las dianas que se encuentren afectadas. En su acción, también tienen vital importancia los diferentes tipos de anticuerpos existentes, explicados líneas arriba.

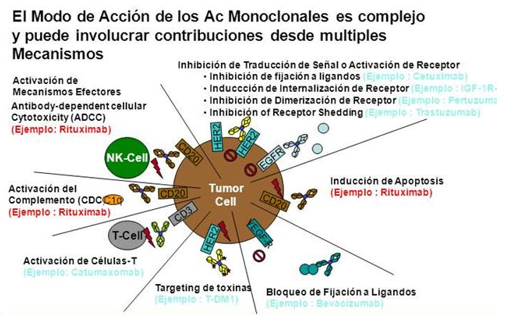
Mecanismos de acción generales de los anticuerpos monoclonales

En función de su actuación o mecanismo de acción, pueden clasificarse como sigue:
- Inmunomoduladores: la célula diana está inhibida de forma natural.
- Inmunodepresores: como el Rituximab, que produce la eliminación de los linfocitos B.
- Bloqueantes: actúan sobre linfocitos Treg.

Todos estos además pueden realizar numerosas acciones. Por ejemplo:
- Bloqueo de la interacción entre el receptor y el ligando.
- Activación del complemento por lisis celular.
- Lisis celular mediada por anticuerpos.
- Activación de células T y de mecanismos efectores.
- Inducción de apoptosis.
- Inhibición de traducción de señal o de la activación de los receptores.

## Generación de anticuerpos monoclonales

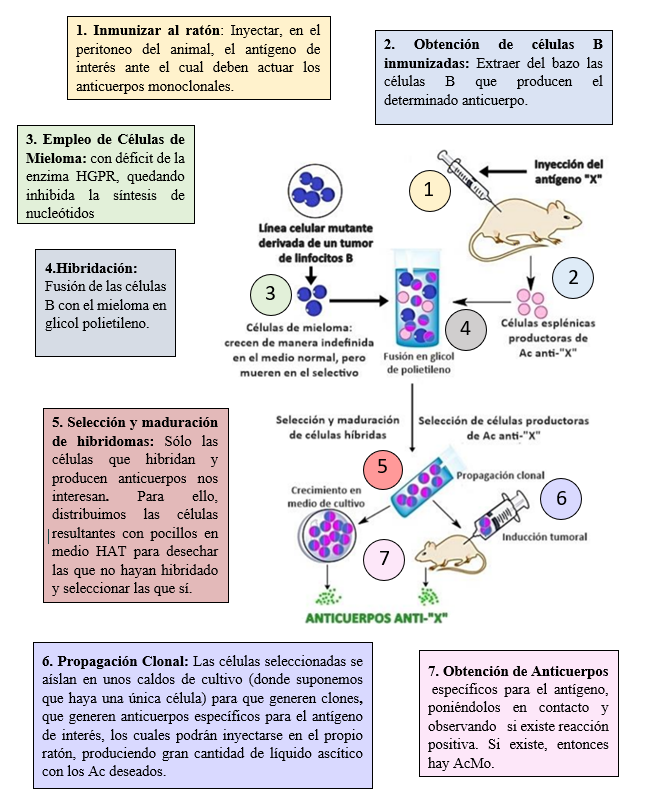
Generación de MoAbs

La técnica utilizada para la generación de los anticuerpos monoclonales fue ideada por C. Milstein y G. Kohler en 1975 y por la cual consiguieron el Premio Nobel de Medicina y Fisiología.

### Tecnologías de producción
La producción de los anticuerpos monoclonales se centra en la síntesis de una línea celular estable que secreta un determinado tipo de isotipo de inmunoglobulina que actúa contra un antígeno específico.[cita requerida]

#### Síntesis del hibridoma
Para poder obtener anticuerpos monoclonales contra un antígeno se deben sintetizar los hibridomas, una línea celular resultante de la fusión de células B productoras de anticuerpos procedente de un animal, el cual ha sido inmunizado con el antígeno de interés, y una célula tumoral mielomatosa no secretora de anticuerpos, que carece de la enzima hipoxantina-guanina-fosforribosil transferasa, lo que aumenta la permeabilidad de la membrana y, consecuentemente, hace que se reproduzca más rápido.[cita requerida]
Las células B, en un cultivo in vitro, mueren a los pocos días. Por ello, se utilizan las células mielomatosas, con el objetivo de inmortalizarlas.
| Propiedades del hibridoma                                                |
| Sobreviven de manera indefinida en medios de cultivo.                    |
| Producen los anticuerpos monoclonales contra el antígeno concreto.       |
| Es específico para un solo antígeno.                                     |
| Puede utilizarse para identificar antígenos desconocidos en una muestra. |

El proceso de formación del hibridoma en ratones se explica detalladamente en el siguiente esquema:
1. Inmunización del ratón.
2. Obtención de células B inmunizadas del bazo.
3. Empleo de células de mieloma, que dota de la capacidad de división ilimitada.
4. Hibridación de las células B con el mieloma.
5. Selección y maduración de hibridomas.
6. Propagación clonal.
7. Obtención de anticuerpos monoclonales.

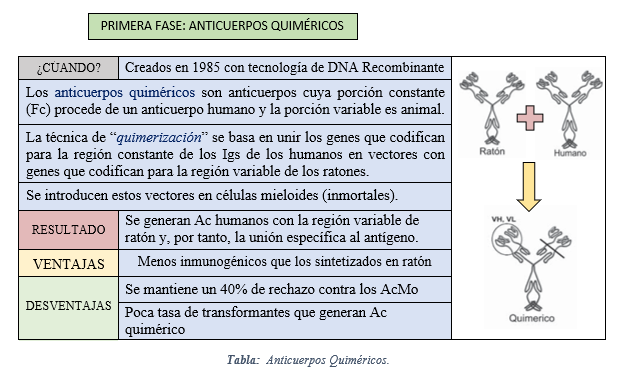
Producción e información sobre los anticuerpos monoclonales quiméricos

## Producción de anticuerpos monoclonales quiméricos y humanizados
Desde la introducción de los primeros anticuerpos monoclonales obtenidos por la técnica del hibridoma, se observó que se producían fuertes respuestas de rechazo por ser de origen animal (ratón), especialmente en terapias que requieran tratamientos prolongados, ya que el sistema inmunitario los identifica como cuerpos extraños y reacciona para destruirlos, por lo que su eficacia terapéutica se ve claramente disminuida. Para subsanar este problema, se inició el uso de técnicas de recombinación de DNA y biología molecular.
Además pueden presentar posibles efectos secundarios como nefrotoxicidad, reacciones anafilácticas, etcétera. Por ello, el objetivo final es obtener unos anticuerpos que tengan la máxima proporción de origen humano, reduciendo al mínimo cualquier tipo de reacción que se pueda generar. En conclusión, obtener anticuerpos monoclonales humanos.

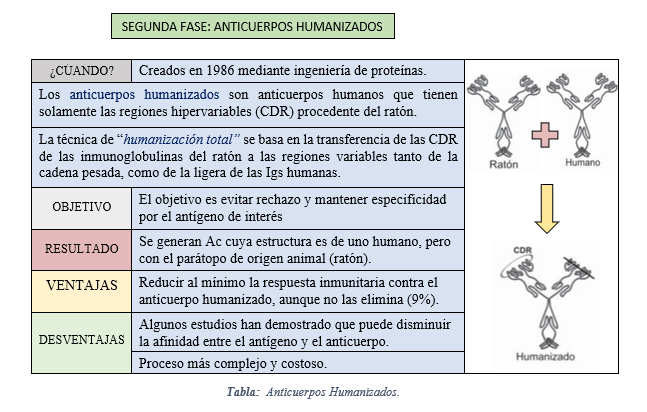
Producción y características de los MoAbs humanizados.

Se han desarrollado diferentes técnicas para ofrecer soluciones a la inicial imposibilidad de obtener anticuerpos monoclonales enteramente humanos, entre las que destacan la transformación de linfocitos B humanos en cultivo mediante el virus de Epstein-Barr, la utilización de ratones con inmunodeficiencia severa combinada, el uso de ratones transgénicos, o técnicas de ADN recombinante. Todas estas técnicas han presentado distintos inconvenientes que han imposibilitado el desarrollo final de los anticuerpos monoclonales humanos.
Por ello, en la generación de MoAbs para su uso clínico en humanos, un proceso fundamental es el de humanizar los anticuerpos, que se centrará en mantener la especificidad de unión de estos anticuerpos, pero reduciendo su inmunogenicidad. Este proceso de humanización consta de dos fases: obtención de Anticuerpos Quiméricos y Humanizados.
1. Obtención de anticuerpos quiméricos: mediante tecnologías de ADN Recombinante, que se centran en combinar genes que codifican para la región constante de Igs humanos mediante vectores con genes que codifican para la región variable de los ratones. Se logra conseguir anticuerpos con una porción humana que se corresponde con la Porción Constante (Fc), y la porción variable es animal.

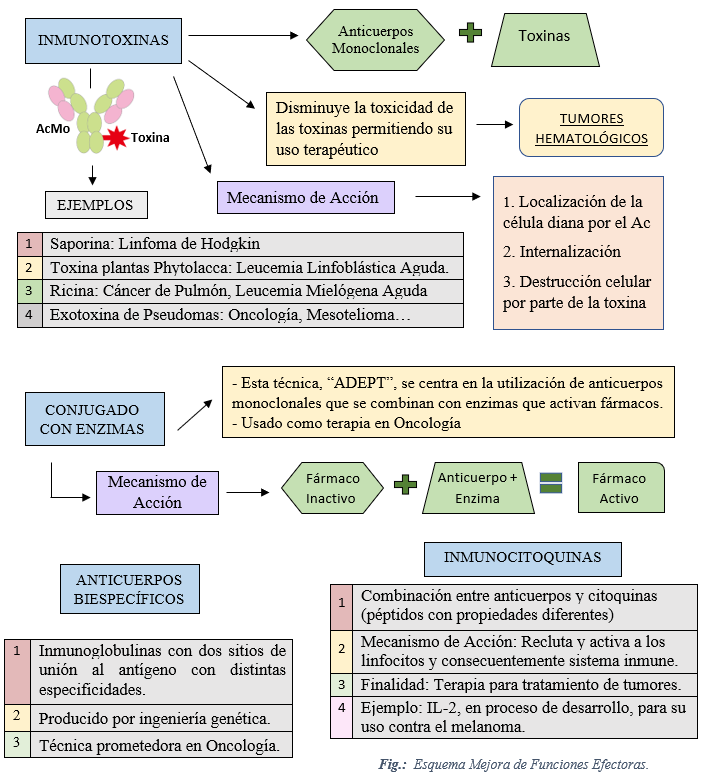
Mejoras de las funciones efectoras de los MoAbs.

2. Obtención de anticuerpos humanizados: mediante ingeniería de proteínas. La técnica se basa en transferir las CDR (región determinante de la complementariedad) de las inmunoglobulinas del ratón a las regiones variables que sean tanto de la cadena pesada como de la cadena ligera de las inmunoglobulinas humanas. Finalmente, se acaban obteniendo anticuerpos humanos que tienen solamente las regiones hipervariables (CDR) procedentes del ratón.

## Tecnologías de mejora de los anticuerpos monoclonales
Los anticuerpos monoclonales, cuando son combinados con otras moléculas, aumentan considerablemente su efectividad en su uso para terapia. Estas moléculas (péptidos y proteínas terapéuticas) presentan problemas al ser introducidas en el organismo, debido a su toxicidad y su degradación. Su unión a los Ac monoclonales optimiza su efecto.
Esta mejora de los anticuerpos se produce principalmente a dos niveles:
- Mejora de las funciones efectoras: mediante inmunotoxinas, conjugado con enzimas, anticuerpos biespecíficos e inmunocitoquinas, principalmente.
- Mejora de la afinidad: utilizando la glicoingeniería y bibliotecas sintéticas.
- Mejora de la eficacia terapéutica

## Aplicaciones de los anticuerpos monoclonales
Una vez que se han producido anticuerpos monoclonales que se unen a determinadas sustancias, estos pueden ser usados para detectar la presencia y cantidad de esta sustancia, gracias a la prueba de Western blot, que detecta una sustancia en una solución o con una prueba de inmunofluorescencia, que detecta una sustancia en una célula entera. Los anticuerpos monoclonales también son usados para purificar una sustancia con técnicas llamadas inmunoprecipitación y cromatografía.
Los anticuerpos monoclonales muestran una serie de ventajas sobre los anticuerpos policlonales; por ejemplo:
- mayor homogeneidad;
- reproductibilidad de sus efectos, como consecuencia de su homogeneidad;
- mayor capacidad potencial de seleccionar los mejores anticuerpos en afinidad, tipo de reconocimiento.

Los anticuerpos monoclonales se utilizan en muchos campos; por ejemplo:
- La investigación biomédica, como la identificación y clonación de genes, la identificación y aislamiento de proteínas, la activación de enzimas, conocimiento de la estructura molecular y morfogénesis.
- Diagnóstico: En medicina, gracias a la gran especificidad y capacidad prácticamente ilimitada de los anticuerpos monoclonales para reconocer cualquier estructura química, permite la detección de hormonas, vitaminas, citocinas; la monitorización de drogas, detección de enfermedades infecciosas en microbiología; la detección de alérgenos en alergia, hematología, marcadores tumorales e infartos de miocardio, aplicaciones forenses, inmunoescintografía. En las técnicas diagnósticas se emplean diversas herramientas de biología molecular como ELISA, EIA, citometría, inmunohistoquímica, inmunofluorescencia. Los anticuerpos monoclonales son unas de las sustancias más utilizadas en los laboratorios de diagnóstico.
- Catálisis: Los anticuerpos monoclonales se han utilizado como catalizadores de múltiples reacciones químicas.
- Biosensores: Los anticuerpos monoclonales acoplados a transductores electrónicos pueden detectar tanto moléculas orgánicas como inorgánicas como la contaminación de metales pesados en alimentos y agua, detección de gases tóxicos, etc. Un biosensor es un instrumento analítico formado por un material biológico inmovilizado como una enzima, anticuerpo, célula entera, orgánulo o combinaciones de los mismos, en íntimo contacto con un sistema transductor adecuado que convierta la señal bioquímica en una señal eléctrica cuantificable.
- Tratamiento: Las aplicaciones terapéuticas constituyen el campo más importante de los anticuerpos monoclonales, ya que son capaces de destruir células, incluidas las tumorales, mediante distintos mecanismos. Se emplean en el tratamiento de diversas enfermedades autoinmunitarias como la artritis reumatoide, el cáncer o para evitar el rechazo tras un trasplante. Existen varios anticuerpos monoclonales aprobados para su uso en determinadas enfermedades.[8]
- Terapia dirigida contra el cáncer: Las terapias dirigidas contra el cáncer son fármacos u otras sustancias que bloquean el crecimiento y la diseminación del cáncer al interferir en moléculas específicas ("blancos moleculares") que participan en el crecimiento, el avance y la diseminación del cáncer. Las terapias dirigidas contra el cáncer se llaman algunas veces "fármacos dirigidos molecularmente", "terapias dirigidas molecularmente", "medicinas de precisión", o términos semejantes.

Ejemplos:
| Rituximab (Rituxan)   | CD20 | La proteína CD20 presente en los linfocitos B tiene una gran importancia en el desarrollo de la enfermedad siendo un marcador tumoral, en este caso es atacada por el anticuerpo disminuyendo claramente su actividad. |
| Alemtuzumab (Campath) | CD52 | La proteína CD52 (también, “cluster of differentiation”) se encuentra en los linfocitos B y T, en los monocitos y en las plaquetas, pero no en las células hematopoyéticas; de ahí su gran importancia e interés.      |

## Anticuerpos monoclonales aprobados para uso terapéutico
Cada vez son más los anticuerpos monoclonales que tienen utilidad terapéutica en muchas enfermedades como el cáncer, el rechazo de trasplantes de órganos, enfermedades autoinmunitarias, alergias y revertir el efecto de dabigatrán, un anticoagulante, como es el caso del idarucizumab.
| Anticuerpo monoclonal | Antígeno                 | Mecanismo de acción                                                                                         | Indicaciones                                                                                         |
| --------------------- | ------------------------ | --- | --- |
| Abciximab             | Glicoproteína Gpllb/llla | Inhibe la agregación plaquetaria.                                                                           | Antitrombótico en intervenciones coronarias y angioplásticas                                         |
| Adalimumab            | TNF-alfa                 | Inhibe el efecto proinflamatorio de TNF-alfa.                                                               | Enfermedad de Crohn, artritis reumatoide, espondilitis anquilopoyética, psoriasis.                   |
| Alemtuzumab           | CD52                     | ADCC (Antibody-dependent cell-mediated cytotoxicity), CDC.                                                  | Leucemia linfoide crónica B                                                                          |
| Basiliximab           | CD25                     | Inhibe la activación de linfocitos T mediada por CD25.                                                      | Prevención del rechazo agudo en trasplante de riñón                                                  |
| Bevacizumab           | VEGF-A                   | Inhibe el efecto proangiogénico del VEGF-A.                                                                 | Cáncer colorrectal                                                                                   |
| Cetuximab             | EGFR                     | Bloquea la unión de EGF a su receptor en las células tumorales y su proliferación ADCC, CDC.                | Cáncer colorrectal                                                                                   |
| Clenoliximab          | CD4                      | | Artritis reumatoide                                                                                  |
| Crenezumab            |                          | Actúa neutralizando la proteína β-amiloide.                                                                 | Se emplea de forma experimental para el tratamiento de la enfermedad de Alzheimer.                   |
| Daclizumab            | CD25                     | Inhibe la activación de linfocitos T, mediada por CD25.                                                     | Prevención del rechazo agudo en trasplante de riñón                                                  |
| Denosumab             | RANKL                    | Inhibición de los osteoclastos                                                                              | Osteoporosis en mujeres posmenopáusicas con alto riesgo de fracturas                                 |
| Dupilumab             | Receptores de IL4 e IL13 | Bloquea la respuesta inflamatoria, mediada por interleucina 4 y 13.                                         | Dermatitis atópica                                                                                   |
| Eculizumab            |                          | Bloquea el sistema del complemento, uniéndose a C5.                                                         | Hemoglobinuria paroxística nocturna, síndrome hemolítico urémico, miastenia gravis.                  |
| Edrecolomab           | EpCAM, ADCC, CDC         | Inhibe receptores de factores de crecimiento.                                                               | Cáncer colorrectal                                                                                   |
| Efalizumab            | CD11a                    | Inhibe la adhesión de linfocitos T al endotelio y su activación.                                            | Psoriasis, Retirado del mercado                                                                      |
| Emicizumab            |                          | Activa el factor IX que falta, necesario para la hemostasia eficaz.                                         | hemofilia A                                                                                          |
| Pirferidone           | CTGB                     | Inhibe los niveles del factor de crecimiento de tejido conectivo                                            | Fibrosis pulmonar                                                                                    |
| Gemtuzumab            | CD33                     | Efecto citotóxico por daño al ADN y apoptosis                                                               | Leucemia mieloide aguda                                                                              |
| Ibritumomab           | CD20                     | Radioterapia, ADCC, CDC, apoptosis                                                                          | Linfoma no Hodgkin                                                                                   |
| Idarucizumab          | Dabigatrán               | Revierte en minutos la anticoagulación producida por dabigatrán.                                            | Detiene hemorragías                                                                                  |
| Infliximab            | TNF-alfa                 | Inhibe el efecto proinflamatorio de TNF-alfa.                                                               | Enfermedad de Crohn, Artritis reumatoide, Espondilitis anquilopoyética, Psoriasis                    |
| Ipilimumab            | CTLA4                    | Inhibe el control de la actividad del linfocito T.                                                          | Melanoma metastásico                                                                                 |
| Muromonab             | CD3                      | Inmunosupresor; anergia y apoptosis de linfocitos T, tras su activación.                                    | Tratamiento del rechazo agudo en trasplante                                                          |
| Nirsevimab            | Proteína F del VSR       | Inmunoterapia                                                                                               | Prevención de la infección pulmonar por el virus sincitial respiratorio                              |
| Ofatumumab            | CD20                     | Produce apoptosis.                                                                                          | Leucemia linfática crónica, linfoma no Hodgkin folicular, artritis reumatoide y esclerosis múltiple. |
| Omalizumab            | IgE                      | Disminuye los niveles de IgE en la circulación, bloquea la unión a sus receptores.                          | Asma de origen alérgico                                                                              |
| Palivizumab           | Proteína F del VSR       | Inmunoterapia pasiva                                                                                        | Profilaxis enfermedad virus sincitial respiratorio en niños                                          |
| Ranibizumab           | VEGF                     | Inhibe el efecto proangiogénico del VEGF.                                                                   | Degeneración macular asociada a la edad de tipo exudativo                                            |
| Rituximab             | CD20, ADCC, CDC          | Produce apoptosis.                                                                                          | Linfoma no Hodgkin, leucemia linfática crónica                                                       |
| Tositumomab           | CD20                     | Radioterapia, ADCC, CDC, muerte dependiente de lisosomas y adhesión homotípica, no apoptótica ni autofágica | Linfoma no Hodgkin                                                                                   |
| Trastuzumab           | ErbB2/neu                | Inhibe la proliferación de células tumorales mediada por ErbB2 y ADCC.                                      | Cáncer de mama metastásico                                                                           |
| Ublituximab           | CD20                     | Produce apoptosis.                                                                                          | Linfoma no Hodgkin, leucemia linfática crónica                                                       |

En los años recientes, hay muchos más anticuerpos monoclonales aprobados por la FDA.